# Dolno Orizari (Bitola)
Dolno Orizari (macedónul: Долно Оризари) település Észak-Macedóniában, a Pelagonijai körzet Bitolai járásában.

## Népesség
| Lakosok száma | 525  | 643  | 848  | 836  | 1236 | 1543 | 1503 | 1834 | 1734 |
|               | 1948 | 1953 | 1961 | 1971 | 1981 | 1991 | 1994 | 2002 | 2021 |

2002-ben 1 834 lakosa volt, akik közül 1 828 macedón, 4 cigány, 1 vlach, 1 egyéb.